# Ingegerd Skärby
Aina Ingegerd Kulla Maria Skärby, född 12 juni 1909 i Malmö, död 1 september 2009 i Nyhamnsläge, var en svensk teckningslärare, målare, tecknare och grafiker.
Hon var dotter till kaptenen Christian (Nilsson) Skärby och Maria Agardh. Skärby utexaminerades som teckningslärare från Tekniska skolan i Stockholm 1933 och vidareutbildade sig vid Florens konstakademi 1953–1954 samt genom självstudier under resor till England, Tyskland, Italien, Grekland och Norge. Vid sidan av sitt arbete som teckningslärare var hon verksam som konstnär och har utfört skiftande motiv i olja, akvarell, tempera, kol och linoleumsnitt samt religiösa exlibris. Som illustratör utförde hon några tidningsomslag till Sveriges KFUK. Skärby är begravd på Brunnby kyrkogård.